# Yakup Kılıç
Yakup Kılıç (Elaze, 13 de julho de 1986) é um boxista turco que representou seu país nos Jogos Olímpicos de Verão de 2008, realizados em Pequim, na República Popular da China. Competiu na categoria pena onde conseguiu a medalha de bronze após perder nas semifinais para o ucraniano Vasyl Lomachenko por pontos (1–10).